# معلومات ملصقة
المعلومات الملصقة هي معلومات مكلفة للحصول عليها ونقلها واستخدامها في موقع جديد لذلك صاغ إريك فون هيبل المصطلح في حوالي عام 1994 وذلك بسبب أهمية المعلومات المحلية الملصقة لبعض أنواع الابتكار وتخصيص المنتجات. يشير فون هيبل إلى أنه في بعض الحالات يتم تحقيق الابتكار بشكل متزايد من قبل المستخدمين النهائيين (ابتكار المستخدم) بدلاً من مزود خبير يمكن استخدام أدوات ابتكار المستخدم لدعم المستخدمين النهائيين في عملية الابتكار الخاصة بهم.
في مجال الاقتصاد ترتبط المعلومات الملصقة بمفهوم «أسعار الملصقة» أي أن أعضاء الاقتصاد يتخذون قرارات بمعلومات متأخرة و توجد مناقشة مطولة للمصطلح تحت عنوان عصا المعلومات في صفحة الصلابة الاسمية.